# ヤング・ミュージック・ショー
『ヤング・ミュージック・ショー』は、NHK総合テレビジョンの音楽番組である。1971年10月24日から1986年12月29日まで、不定期に放送された。

## 概要
世界一流のロックミュージシャンたちのライブ映像を紹介。海外で制作されたライブ映像の番組の他、NHKがミュージシャンの来日公演を収録したものや、ミュージシャンをNHKのスタジオに招いて演奏を収録したものもあった。
土曜日の16:00時台など夕方に放送されることが多かった。再放送された放送回もあった。

## 放送リスト
| 放送日         | アーティスト等                                                                                      |
| -------------- | --------------------------------------------------------------------------------------------------- |
| 1971年10月24日 | クリーデンス・クリアウォーター・リバイバル                                                          |
| 1972年3月20日  | ローリング・ストーンズ                                                                              |
| 1972年5月7日   | クリーム                                                                                            |
| 1972年8月26日  | スーパー・ショー                                                                                    |
| 1972年10月8日  | エマーソン・レイク・アンド・パーマー                                                                |
| 1973年3月17日  | ピンク・フロイド                                                                                    |
| 1973年3月18日  | リンディスファーン                                                                                  |
| 1973年8月5日   | レオン・ラッセル                                                                                    |
| 1973年10月28日 | エルトン・ジョン                                                                                    |
| 1973年12月22日 | キャット・スティーヴンス、ディープ・パープル                                                        |
| 1974年8月4日   | エマーソン・レイク・アンド・パーマー                                                                |
| 1974年10月12日 | フェイセズ                                                                                          |
| 1974年12月31日 | スリー・ドッグ・ナイト                                                                              |
| 1975年3月16日  | ローリング・ストーンズ                                                                              |
| 1975年5月10日  | ストローブス（en:Strawbs）                                                                          |
| 1975年8月30日  | モントレー・ポップ・フェスティバル                                                                  |
| 1975年10月4日  | オールマン・ブラザーズ・バンド、シカゴ、マーシャル・タッカー・バンド（en:The Marshall Tucker Band） |
| 1975年12月21日 | リック・ウェイクマン                                                                                |
| 1976年5月5日   | ベイ・シティ・ローラーズ                                                                            |
| 1976年6月20日  | イエス                                                                                              |
| 1976年8月28日  | スーパートランプ                                                                                    |
| 1976年10月9日  | ロッド・スチュワート、フェイセズ                                                                    |
| 1976年12月30日 | フリートウッド・マック、ロキシー・ミュージック                                                      |
| 1977年1月8日   | ベイ・シティ・ローラーズ                                                                            |
| 1977年3月12日  | ローリング・ストーンズ                                                                              |
| 1977年5月7日   | キッス                                                                                              |
| 1977年7月23日  | ベイ・シティ・ローラーズ                                                                            |
| 1977年8月6日   | ピーター・フランプトン、バスター                                                                    |
| 1977年9月10日  | ブライアン・フェリー                                                                                |
| 1977年12月17日 | グレッグ・オールマン                                                                                |
| 1977年12月24日 | サンタナ                                                                                            |
| 1978年1月3日   | パット・マッグリン                                                                                  |
| 1978年3月11日  | ボブ・マーリー&ウェイラーズ                                                                         |
| 1978年4月2日   | フリートウッド・マック                                                                              |
| 1978年5月5日   | ロッド・スチュワート                                                                                |
| 1978年5月6日   | エレクトリック・ライト・オーケストラ                                                                |
| 1978年8月5日   | レインボー                                                                                          |
| 1978年8月27日  | チープ・トリック、アース・ウィンド・アンド・ファイアー                                              |
| 1978年9月2日   | ドゥービー・ブラザーズ                                                                              |
| 1978年12月29日 | グレアム・パーカー&ルーモア                                                                         |
| 1979年3月26日  | デヴィッド・ボウイ                                                                                  |
| 1979年4月1日   | ビリー・ジョエル                                                                                    |
| 1979年5月5日   | アース・ウィンド・アンド・ファイアー                                                                |
| 1979年7月21日  | ジミー・クリフ                                                                                      |
| 1979年10月13日 | ポール・マッカートニー&ウイングス                                                                   |
| 1979年11月23日 | エルトン・ジョン                                                                                    |
| 1980年3月22日  | ビージーズ                                                                                          |
| 1980年4月29日  | ジャニス・イアン                                                                                    |
| 1980年8月21日  | ブームタウン・ラッツ                                                                                |
| 1980年9月      | キンクス                                                                                            |
| 1980年10月     | スペシャルズ                                                                                        |
| 1980年12月     | ブロンディ&ストラングラーズ                                                                         |
| 1981年4月5日   | ポリス                                                                                              |
| 1981年5月4日   | カンボジア難民救済コンサート                                                                        |
| 1981年8月1日   | ロッド・スチュワート                                                                                |
| 1981年8月19日  | クイーン                                                                                            |
| 1981年9月12日  | ポール・サイモン                                                                                    |
| 1981年12月12日 | ロック'71〜'81                                                                                      |
| 1982年3月30日  | スティクス                                                                                          |
| 1982年5月8日   | ザ・クラッシュ                                                                                      |
| 1982年7月24日  | TOTO                                                                                                |
| 1982年12月31日 | ダリル・ホール&ジョン・オーツ                                                                       |
| 1983年2月11日  | ジャン・ミッシェル・ジャール                                                                        |
| 1983年4月2日   | クリストファー・クロス                                                                              |
| 1983年5月7日   | ジャーニー                                                                                          |
| 1983年9月10日  | リック・スプリングフィールド                                                                        |
| 1983年12月3日  | REOスピードワゴン                                                                                   |
| 1983年12月30日 | ホットライブ'83                                                                                     |
| 1984年2月4日   | ドゥービー・ブラザーズ                                                                              |
| 1984年7月21日  | トンプソン・ツインズ                                                                                |
| 1984年10月6日  | ネーナ                                                                                              |
| 1984年12月22日 | キング・サニー・アデ                                                                                |
| 1985年1月4日   | カルチャー・クラブ                                                                                  |
| 1985年1月5日   | ロック・イン・モントルー                                                                            |
| 1985年2月3日   | バンド・エイド                                                                                      |
| 1985年6月1日   | クイーン                                                                                            |
| 1985年12月29日 | スパンダー・バレエ                                                                                  |
| 1986年12月28日 | カーズ                                                                                              |
| 1986年12月29日 | エリック・クラプトン                                                                                |